# Bani (Gambia)
Bani (Schreibvariante: Banni) ist eine Ortschaft im westafrikanischen Staat Gambia.
Nach einer Berechnung für das Jahr 2013 leben dort etwa 1091 Einwohner, das Ergebnis der letzten veröffentlichten Volkszählung von 1993 betrug 1051.

## Geographie
Bani liegt in der North Bank Region im Distrikt Lower Baddibu. Der Ort liegt rund 0,5 Kilometer südlich der North Bank Road zwischen Gunjur und Nja Kunda.